# Prignac
Prignac ist eine französische Gemeinde mit 286 Einwohnern (Stand: 1. Januar 2022) im Département Charente-Maritime in der Region Nouvelle-Aquitaine (vor 2016: Poitou-Charentes); sie gehört zum Arrondissement Saint-Jean-d’Angély und zum Kanton Matha. Die Einwohner werden Prignacais und Prignacaises genannt.

## Geographie
Prignac liegt etwa 83 Kilometer ostsüdöstlich von La Rochelle in der Saintonge. Das Gemeindegebiet wird vom Fluss Antenne durchquert, in den an der südwestlichen Gemeindegrenze sein Zufluss Saudrenne einmündet. Umgeben wird Prignac von den Nachbargemeinden Courcerac im Norden und Westen, Matha im Norden und Nordosten, Thors im Osten sowie Mons im Süden.

## Bevölkerungsentwicklung
| Jahr                       | 1962 | 1968 | 1975 | 1982 | 1990 | 1999 | 2006 | 2017 |
| Einwohner                  | 269  | 280  | 276  | 268  | 260  | 256  | 306  | 297  |
| Quellen: Cassini und INSEE |      |      |      |      |      |      |      |      |

## Sehenswürdigkeiten
- Grabhügel
- Kirche